# Enrico Serpieri
Enrico Serpieri (Rimini, 9 novembre 1809 – Cagliari, 8 novembre 1872) è stato un patriota, politico e imprenditore italiano.

## Biografia
Enrico Serpieri nacque a Rimini il 9 novembre 1809 da una famiglia benestante dedita al commercio. Conclusi gli studi ginnasiali, si iscrisse alla facoltà di medicina dell'Università di Bologna, ma abbandonò gli studi dopo poco per andar a lavorare nella vetreria di Ciro Santi. Attratto dagli ideali patriottici come il padre, venne incarcerato nel 1827 dalle autorità pontificie. Si sposò nel 1831 e nel 1832 nacque il suo primogenito Giambattista, seguito da altri quattro figli (Attilio, Cimbro, Arnaldo e Mirra).
Durante i moti del 1831, partecipò alla legione Pallade e combatté nella Battaglia delle Celle contro gli austriaci a cui seguì un periodo di esilio prima a Marsiglia e poi a San Marino. Negli anni successivi fu coinvolto in scontri con i carabinieri pontifici, divenendo un noto esponente del mazzinianesimo romagnolo. Ciò, comunque, non gli impedì di tornare a lavorare nella vetreria, a Rimini, divenuta al contempo luogo per riunioni politiche. Arrestato più volte, nel 1833 e nel 1842, partecipò a moti rivoluzionari del 1843 e fu nuovamente arrestato nel 1844 e coinvolto nel processo "Bologna e Rimini" del 1845, condannato all'ergastolo e rilasciato nel 1846 grazie alla concessione dell'amnistia per i condannati per reati politici da parte di Pio IX.
L'attività politica di Serpieri riprese sul finire del 1848, dopo la fuga di Papa Pio IX a Gaeta e la nascita della Repubblica Romana. Una volta caduta la Repubblica riprese nuovamente la via dell'esilio insieme al figlio Giambattista. Stazionò per pochi giorni a San Marino prima di spostarsi a Genova ed, infine, in Sardegna dove ottenne un impiego da contabile nella miniera di Giba, nel sud dell'isola. L'estensione della legislazione piemontese alla Sardegna, nel 1847, che divideva la proprietà del suolo da quella del sottosuolo, il settore minerario ebbe un forte impulso che portò alla scoperta di nuovi giacimenti e, conseguentemente, all'afflusso sull'isola di tecnici, conoscenze, e operai utili per lo sfruttamento delle miniere. Tra quest'ultimi anche molti patrioti garibaldini e mazziniani.
Sebbene la miniera di Giba venne chiusa nel 1855 per un allagamento, Serpieri trovò un nuovo impiego come sovrintendente a Macomer. Questa posizione gli permise di approfondire le conoscenze sul territorio che gli permisero di venire a conoscenza di giacimenti di scorie piombifere Domusnovas, non lontano da Iglesias. Insieme al figlio Giambattista, che nel frattempo si era laureato all'Università di Genova ed era stato assunto in una banca a Marsiglia, riuscirono a creare una rete di contatti in Francia che permisero loro di ottenere i capitali necessari per acquisire, in società con alcuni soci francesi, i giacimenti di Domusnovas e Fluminimaggiore avviando la lavorazione delle scorie. La fortuna negli affari, con l'estrazione di tonnellate di piombo e argento, fu tale che nel 1862 Serpieri risultava essere il produttore del 56% di tutto il piombo d'opera sardo e ciò gli permise, inoltre, di acquistare le quote dei soci francesi rimanendo unico proprietario dei giacimenti.
Il successo gli permise di ottenere alcuni riconoscimenti prestigiosi, come la presidenza della neocostituita Camera di Commercio di Cagliari nel 1863. Nel 1865, venne eletto deputato del Regno d'Italia per il collegio di Rimini. In Parlamento, si schierò con la Sinistra contro la politica finanziaria di Quintino Sella.
Trascorse gli ultimi anni a Cagliari, assistendo sia all'esaurimento delle sue miniere sia alla morte dei figli Attilio e Cimbro, entrambi volontari garibaldini. Mentre il figlio Giambattista rinnovò il successo negli affari acquisendo le produttive miniere del Laurium in Grecia. Serpieri partecipò, inoltre, alla nascita delle prime imprese bancarie sarde. Tra i fondatori del  Banco di Cagliari nel 1869 e si unì al Credito agricolo industriale nel 1872.
Morì a Cagliari l'8 novembre 1872. Venne sepolto nel capoluogo sardo al Cimitero monumentale di Bonaria, accanto ai figli Attilio e Cimbro.